# Bagodine
Bagodine est une commune du sud-ouest de la Mauritanie, située dans le département de M'Bagne de la région de Brakna, à la frontière avec le Sénégal.

## Géographie
La commune de Bagodine est située entre Bababé et Kaédi à 5 kilomètres au nord de la frontière avec le Sénégal marquée par le fleuve éponyme. Elle est distante d'environ 400 km de la capitale Nouakchott.
La commune compte environ 9 000 habitants[Quand ?] avec environ 70 % de moins 25 ans[réf. souhaitée]. Elle est composée initialement quatre quartiers : Deklé, Harlaw, Dépo et Maloum. 

## Histoire
Le village est créé aux alentours de 1905[réf. souhaitée]. 

## Économie
C'est une commune d'activité principalement agropastorale dépendante des pluies (le Diéri) et des décrues (le Waalo) principalement axées sur la culture du mil, du niébé (haricots), des pastèques. Le village compte un très grand nombre de fonctionnaires : cadres, instituteurs, infirmiers.